# Alx Danielsson

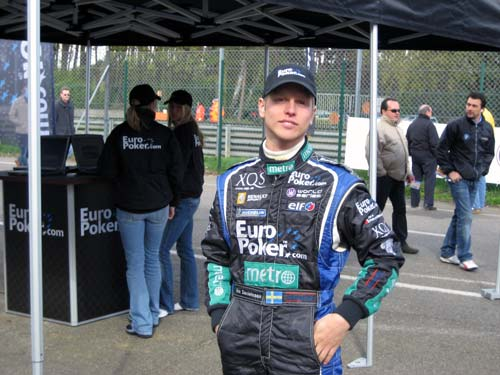
Danielsson in 2006.

Alexander "Alx" Danielsson (Östersund, 1 april 1981) is een Zweeds autocoureur.

## Carrière
Danielsson begon zijn autosportcarrière in het karting in 1998, waar hij tot 1999 bleef voordat hij ging rijden in het formuleracing in de Formule Ford. In 2004 stapte Danielsson over naar de Formule Renault V6 in Europa en Azië, voordat hij ging rijden in de Formule Renault 3.5 Series in Europa. 
In 2006 reed hij in de Formule Renault 3.5 voor het team Comtec Racing en deed het naar verwachting goed. Nadat hij op Spa-Francorchamps twee crashes meemaakte die zijn seizoen hadden kunnen beëindigen, behaalde hij twee overwinningen op Donington Park. Vervolgens behaalde hij overwinningen in Le Mans en Barcelona. Uiteindelijk won hij de Formule Renault 3.5-titel met een vijfde plaats in Barcelona. Met 112 punten had hij vijf punten voorsprong op Borja García.
In mei 2012 maakte Danielsson Motorsport bekend dat hun raceteam zou stoppen. Danielsson zelf kon zich hierdoor volledig focussen op zijn eigen racecarrière.